# Índice acústico franco-belga
El sistema franco-belga es un índice acústico que le asigna el número 1 al do de la segunda línea adicional inferior en clave de fa, dándole el nombre de do1 (se lee "do uno" o "do primera").
De esta manera, es necesario recurrir a números negativos, por lo que el do más grave del órgano (una octava debajo del do arriba citado, si entendemos por tal nota el do más grave del órgano con un registro de 16 pies) y el la más grave del piano, son respectivamente do–1 y la–2, teniendo en cuenta que en este sistema, a diferencia del índice acústico científico, no utiliza octava numerada como 0, sino que pasa de la 1 a la -1 directamente.
Asimismo el do central del piano (261,63 Hz) sería un do3, y el la de esa misma octava (el famoso «la 440») se llamaría la3.
Este sistema se utiliza únicamente en Bélgica, Francia
y algunas regiones de España.¿Cuáles?
En el resto de los países del mundo se utiliza el índice acústico científico.